# باميلا ميلروي
باميلا آن ميلروي (17 سبتمبر 1961) ضابط متقاعد في سلاح الجو الأمريكي ورائد فضاء سابق في وكالة ناسا. عملت كطيار في مهمات المكوك الفضائي STS-92 وSTS-112 وقادت مهمة STS-120 قبل أن تغادر الوكالة في أغسطس 2009. انضمت ميلوري إلى إدارة الطيران الفيدرالية في عام 2011 في منصب مستشارة فنية ومديرة العمليات الميدانية لمكتب النقل الفضائي التجاري التابع لوكالة الطيران الفيدرالية بعد أن شغلت منصب نائب مدير برنامج مبادرات استكشاف الفضاء مع شركة لوكهيد مارتن. عام 2013، غادرت إدارة الطيران الفيدرالية وانضمت إلى وكالة مشاريع البحوث المتطورة الدفاعية «داربا» كنائب مدير مكتب التكنولوجيا التكتيكية. غادرت ميلروي الوكالة في فبراير 2017.

## السيرة الذاتية

### النشأة والتعليم
ولدت ميلروي في بالو ألتو، كاليفورنيا، وتخرجت من مدرسة الأسقف كيرني الثانوية في عام 1979. حصلت على درجة البكالوريوس في الفيزياء وعلم الفلك من كلية ويليسلي في عام 1983. ثم حصلت على درجة الماجستير في علوم الأرض والكواكب من معهد ماساتشوستس للتكنولوجيا في عام 1984. في 18 مايو 2008، حصلت ميلوري على درجة فخرية من كلية لونا في نيو روشيل، نيويورك.

### المهنة العسكرية
حصلت ميلوري على تكليفها في برنامج أر أو تي سي للقوات الجوية في عام 1983. بعد حصولها على درجة الماجستير، التحقت بالتدريب التجريبي الجامعي في قاعدة ريس الجوية في لوبوك، تكساس وتخرجت في عام 1985. بدأت ميلوري حياتها المهنية على طائرة ماكدونل دوغلاس كيه سي-10 إكستندر واستمرت في قيادتها لمدة ست سنوات في قاعدة باركسدال الجوية في بوسير سيتي، لويزيانا. تدرجت في تلك الفترة ما بين مساعد طيار وطيار ومدرب.
شاركت ميلروي في عملية العدالة أو ما تعرف بعملية الصحراء أو عاصفة الصحراء برصيد قتال يتجاوز 200 ساعة من القتال. في يونيو 1991، التحقت بالمدرسة التجريبية لاختبار القوة الجوية في قاعدة إدواردز للقوات الجوية بكاليفورنيا.
بعد تخرجها، تم تعيينها في كتيبة طائرات بوينغ سي-17 غلوب ماستر 3، حيث عملت كطيار اختبار إلى أن تم اختيارها لبرنامج رواد الفضاء. تمتلك ميلوري أكثر من 5000 ساعة طيران في أكثر من 50 طائرة مختلفة.
تقاعدت ميلروي من سلاح الجو في فبراير 2007. 

### العمل في ناسا
تم اختيار ميلوري في برنامج ناسا لرواد الفضاء في ديسمبر 1994 وانتدبت في مركز جونسون للفضاء في مارس 1995 حيث أمضت عاما من التدريب والتقييم إلى أن أصبحت مؤهلة لقيادة مكوك. في البداية تم توكيل إليها مهام دعم رواد الفضاء في الإطلاق والهبوط. بالتزامن مع عملها قي مشاريع متقدمة لمكتب رواد الفضاء، عملت أيضا في برنامج CAPCOM لمراقبة المهمات. خدمت أيضا في فريق كولومبيا لإعادة الإعمار كقائد لوحدة الطاقم ونائبا لمدير مشروع كولومبيا لفحص بقاء الطاقم. بينما يعد منصبها الأخير هو رئيسة فرع أوريون في مكتب رواد الفضاء.
عملت ميلوري كطيار في رحلتين فضائيتين فقط هما STS-92 في عام 2000 وSTS-112 في عام 2002. بينما كانت قائدة مهمة في رحلة STS-120 في عام 2007 لتصبح بذلك هي ثاني إمراة تقود مهمة مكوك فضاء بعد ايلين كولينز. زار طاقم STS-120 محطة الفضاء الدولية خلال الرحلة الاستكشافية 16 بقيادة بيجي ويتسون، أول قائدة في محطة الفضاء الدولية، لتصبح تلك الزيارة هي أول زيارة يجتمع في قائدتان لرحلات فضائية في نفس الوقت.
سجلت ميلوري ما يزيد عن 924 ساعة (أكثر من 38 يوما) في الفضاء. 

#### تجارب رحلات الفضاء
- تم إطلاق بعثة STS-92 ديسكفري- في 11 أكتوبر 2000 من مركز كينيدي للفضاء بولاية فلوريدا وعاد إلى الأرض في 24 اكتوبر للعام نفسه في قاعدة إدواردز الجوية بكاليفورنيا. خلال الثلاث عشرة يوما، استطاع طاقم الرحلة من توصيل ترس Z1 ومنظم ضغط بمحطة الفضاء الدولية باستخدام ذراع روبوت «ديسكافري» مع خروجهم أربع مرات من السفينة إلى الفضاء لإتمام المهمة. فتح هذا التوسع الباب أمام بعثات التجميع المستقبلية داخل محطة الفضاء الدولية. تم إنجاز مهمة STS-92 خلال 202 مدارًا، حيث سافرت ما يقرب من 5.3 مليون ميل في 12 يومًا و 21 ساعة و 40 دقيقة و 25 ثانية.
- تم إطلاق بعثة STS-112 أتلانتيس في 7 أكتوبر 2002 من مركز كينيدي للفضاء بولاية فلوريدا وعاد إلى الأرض في 18 أكتوبر من العام نفسه في نفس المحطة. ينظر إلى البعثة على إنها مهمة تجميعية لمحطة الفضاء الدولية حيث أجرى الطاقم عمليات مشتركية مع بعثة إكسبيديشن 5 لتسليم وتركيب تروس S1 (القطعة الثالثة من الهيكل المتكامل للمحطة المكون من 11 قطعة). تم إتمام البعثة بعد ثلاث عمليات سير في الفضاء كانت فيها ميلوري هي المسئولة. تعتبر بعثة STS-112 هي أول مهمة مكوكية تستخدم كاميرا على الخزان الخارجي، لتوفير رؤية حية للإطلاق إلى مراقبي الطيران ومشاهدي تلفزيون ناسا. تم إنجاز المهمة في 170 مدارًا، حيث سافرت البعثة ما يقرب من 4.5 مليون ميل في 10 أيام و 19 ساعة و 58 دقيقة.
- تم إطلاق بعثة STS-120 ديسكفري في 23 أكتوبر 2007 من مركز كينيدي للفضاء بولاية فلوريدا ليعود إليها في 7 نوفمبر من العام نفسه. خلال تلك الفترة، تم تسليم عنصر نود 2 يسمى هارموني إلى محطة الفضاء الدولية. أعطت هذه البعثة القدرة على إضافة المختبرات الدولية المستقبلية إلى المحطة. أثناء إتمام العملية تعطلت لوحات الشمسية مما تسبب في إجراء سير فضاء غير مخطط له لإصلاح ذلك العطل. تم إنجاز المهمة في 238 مدارًا، حيث سافرت ما يقرب من 6.2 مليون ميل في 15 يومًا وساعتين و 23 دقيقة.

## وصلات خارجية
- السيرة الذاتية لميلروي على ناسا.
- محاضرة باميلا ميلروي عن الفضاء في أستراليا.
- مقابلة مع باميلا ميلروي.